# Forte San Miguel

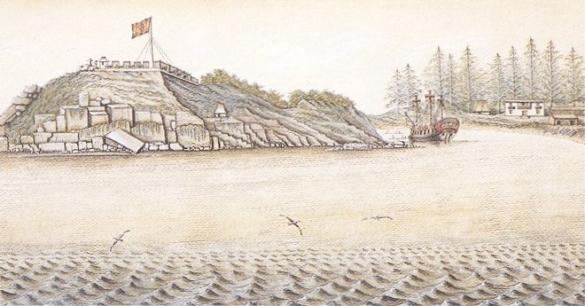
Ricostruzione del forte San Miguel.

Forte San Miguel fu una fortificazione spagnola costruita su Friendly Cove (oggi Yuquot), presso la Baia di Nootka sull'isola di Vancouver, da Esteban José Martínez nel 1789. Può essere considerata la prima colonia della Columbia Britannica.

## Descrizione
Il forte si trova nei pressi della casa di Maquinna, capo delle Mowachaht/Muchalaht.
Il 15 maggio 1789 Martinez scelse il luogo di questa fortificazione all'entrata di Friendly Cove su Hog Island. I lavori proseguirono, ed il 26 maggio furono in grado di piazzare l'artiglieria e costruire caserma e polveriera. Il 24 giugno 1789 fu sparato un colpo a salve dal forte e dalle navi spagnole, per sottolineare la presa di possesso effettuata da Martínez. Il 4 luglio i vascelli americani dei capitani Gray e Kendrick (arrivato nel porto sette mesi prima di Martinez) spararono a salve per festeggiare la conquistata libertà dall'Inghilterra, subito seguiti da spari provenienti dal forte.
Il 29 luglio 1789 giunsero nuovi ordini dal Viceré Flores che portarono Maritinez ad abbandonare il sito tornando a San Blas. L'artiglieria del forte fu caricata a bordo della Princesa, e le navi lasciarono Friendly Cove il 30 ottobre 1789.
Il forte fu ricostruito un anno dopo, nel 1790, da Pedro de Alberni, un soldato spagnolo di Tortosa (Catalogna), che servì la corona spagnola nella Prima compagnia libera di volontari della Catalogna assieme ad altri 80 uomini provenienti dalla stessa città. Giunsero nella regione con la spedizione di Francisco de Eliza. I volontari catalani abbandonarono il forte nel 1792. Nel 1795 fu definitivamente abbandonato dopo l'attuazione della convenzione di Nootka. I suoi resti, compresi i giardini della cucina, erano ancora visibili quando John Rodgers Jewitt, prigioniero inglese di Maquinna, abitò qui tra il 1803 ed il 1805.